# ORC6
ORC6‏ (Origin recognition complex subunit 6) هوَ بروتين يُشَفر بواسطة جين ORC6 في الإنسان.